# ミラクル☆メロディハーモニー
『ミラクル☆メロディハーモニー』は福原遥の2枚目のシングル。

## 概要
2枚目のシングルとなるこの作品は福原が主人公の柊まいんを演じているNHK教育「クッキンアイドル アイ!マイ!まいん!」2010年度主題歌。初回盤のみDVD付き。

## 批評
CDジャーナルは「ジャケット同様、キュートでバブルガム・ポップ・クラスのカラフルな楽曲が揃った、楽しくもファンタジックな一枚」と評した。

## 収録曲

### CD
1. ミラクル☆メロディハーモニー
作詞・作曲・編曲：川田瑠夏
2. ストロベリーフェアリー
作詞：青島利幸　作曲・編曲：橋本由香利
3. ミラクル☆メロディハーモニー（TV ver.）
4. ストロベリーフェアリー（TV ver.）
5. ミラクル☆メロディハーモニー（inst.）
6. ストロベリーフェアリー（inst.）

### DVD
1. ミラクル☆メロディハーモニー
2. ミラクル☆メロディハーモニー（inst.、歌詞付き）